# Soto (Las Regueras)
Soto  (Sotu im asturischen) ist eine von sechs Parroquias und zugleich dessen Verwaltungssitz in der Gemeinde Las Regueras der autonomen Region Asturien in Spanien. Die 138 Einwohner (2011) leben in 3 Dörfern, auf einer Fläche von 5,61 km².

## Sehenswertes
- Pfarrkirche Santa Maria von 1887

## Dörfer und Weiler im Parroquia
- Alcedo (Alcéu) 33 Einwohner 2011 43° 26′ 9″ N, 5° 58′ 58″ W
- Pereda 27 Einwohner 2011 43° 24′ 56″ N, 5° 59′ 48″ W
- Soto (Sotu) 78 Einwohner 2011 43° 25′ 22″ N, 5° 59′ 9″ W